# Воскресенська волость (Новомосковський повіт)
Воскресенська волость — адміністративно-територіальна одиниця Новомосковського повіту Катеринославської губернії.
У складі було 10 поселення, 12 громад. Населення — 1220 осіб (654 осіб чоловічої статі і 566 — жіночої), 222 дворових господарств.
|                     | Площа, десятин | У тому числі орної, десятин |
| ------------------- | -------------- | --------------------------- |
| Сільських громад    | 813            | 667                         |
| Приватної власності | 9615           | 4668                        |
| Іншої власності     | 620            | 145                         |
| Загалом             | 11048          | 5480                        |

Найбільше поселення волості:
- Воскресенівка — слобода при балці Попівській в 37 верстах від повітового міста, 264 осіб, 1 православна церква, за 3 версти — молитовний будинок.